# Like Me (сингл Lil Durk)
«Like Me» — перший сингл з дебютного студійного альбому  американського репера Lil Durk Remember My Name, виданий 31 березня 2015 р. Прем'єра пісні відбулась 24 березня.

## Відеокліп
Режисер: Ейф Рівера. Прем'єра відбулась 20 квітня.

## Список пісень
Цифрове завантаження
1. «Like Me» (з участю Jeremih) — 3:58

Цифрове завантаження (цензурована версія)
1. «Like Me» (з участю Jeremih) — 3:58

## Чартові позиції
| Чарт (2015)                                   | Найвища позиція |
| --------------------------------------------- | --------------- |
| US Bubbling Under Hot 100 Singles (Billboard) | 9               |
| US Hot R&B/Hip-Hop Songs (Billboard)          | 43              |